# Memoriał Mariana Rosego 2018
Memoriał Mariana Rosego 2018 – 24. edycja turnieju żużlowego, który miał na celu upamiętnienie polskiego żużlowca Mariana Rosego, który zginął tragicznie w 1970 roku, odbyła się 13 października 2018 roku w Toruniu. Turniej wygrał Piotr Świst. Turniej rozegrano wspólnie z pożegnalnym turniejem Mariusza Puszakowskiego – Nice Challenge: Puzon Last Lap, w którym wygrał Antonio Lindbäck.

## Nice Challenge: Puzon Last Lap
- Toruń, 13 października 2018
- Frekwencja: ok. 1000 widzów
- NCD: Krzysztof Buczkowski – 61,61 w wyścigu 3
- Sędzia: Piotr Nowak

| Msc. | Zawodnik             | Klub         | Pkt  |           |  |
| ---- | -------------------- | ------------ | ---- | --------- |  |
| 1    | Antonio Lindbäck     | Grudziądz    | 12+3 | (3,3,3,3) |  |
| 2    | Krzysztof Buczkowski | Grudziądz    | 9+2  | (2,3,3,1) |  |
| 3    | Krzysztof Jabłoński  | Zielona Góra | 7+1  | (1,2,2,2) |  |
| 4    | Marcin Jędrzejewski  | Kraków       | 6+0  | (3,-,1,2) |  |
| 5    | Tomasz Orwat         | Bydgoszcz    | 4    | (2,2,0,0) |  |
| 6    | Mariusz Puszakowski  | Krosno       | 4    | (0,1,-,3) |  |
| 7    | Marcel Szymko        | Poznań       | 3    | (1,0,1,1) |  |
| 8    | Sebastian Niedźwiedź | Zielona Góra | 2    | (0,0,2,0) |  |
| 9    | Adam Skórnicki       | Zielona Góra | 1    | (1,t,-,-) |  |

Bieg po biegu
1. [62,39] Lindbäck, Buczkowski, Skórnicki, Puszakowski
2. [62,94] Jędrzejewski, Orwat, Jabłoński, Niedźwiedź
3. [61,61] Buczkowski, Orwat, Szymko, Skórnicki (t)
4. [62,73] Lindbäck, Jabłoński, Puszakowski, Niedźwiedź
5. [63,59] Lindbäck, Jabłoński, Jędrzejewski, Szymko
6. [63,24] Buczkowski, Niedźwiedź, Szymko, Orwat
7. [64,81] Puszakowski, Jędrzejewski, Szymko, Niedźwiedź
8. [62,45] Lindbäck, Jabłoński, Buczkowski, Orwat

### Finał
1. [62,21] Lindbäck, Buczkowski, Jabłoński, Jędrzejewski

## Memoriał Mariana Rosego
- Toruń, 13 października 2018
- Frekwencja: ok. 1000 widzów
- NCD: Bartosz Smektała – 60,49 w wyścigu 2
- Sędzia: Piotr Nowak

| Msc. | Zawodnik              | Klub         | Pkt  |           |  |
| ---- | --------------------- | ------------ | ---- | --------- |  |
| 1    | Paweł Przedpełski     | Toruń        | 10+3 | (1,3,3,3) |  |
| 2    | Szymon Woźniak        | Gorzów Wlkp. | 12+2 | (3,3,3,3) |  |
| 3    | Adrian Cyfer          | Piła         | 9+1  | (3,2,1,3) |  |
| 4    | Igor Kopeć-Sobczyński | Toruń        | 8+0  | (2,3,3,0) |  |
| 5    | Bartosz Smektała      | Leszno       | 8    | (3,1,2,2) |  |
| 6    | Damian Baliński       | Rawicz       | 6    | (2,2,0,2) |  |
| 7    | Wiktor Kułakow        | Tarnów       | 6    | (2,1,2,1) |  |
| 8    | Kacper Gomólski       | Zielona Góra | 5    | (1,0,2,2) |  |
| 9    | Kamil Brzozowski      | Ostrów Wlkp. | 3    | (0,2,d,1) |  |
| 10   | Robert Miśkowiak      | Łódź         | 2    | (1,d,1,d) |  |
| 11   | Marcin Kościelski     | Toruń        | 2    | (0,1,1,-) |  |
| 12   | Jakub Janik           | Toruń        | 1    | (0,0,0,1) |  |
| 13   | Aleks Rydlewski       | Toruń        | 0    | (0)       |  |

Bieg po biegu
1. [61,03] Woźniak, Kopeć-Sobczyński, Miśkowiak, Janik
2. [60,49] Smektała, Baliński, Gomólski, Kościelski
3. [61,03] Cyfer, Kułakow, Przedpełski, Brzozowski
4. [61,61] Przedpełski, Baliński, Smektała, Miśkowiak (d)
5. [61,14] Woźniak, Brzozowski, Kułakow, Gomólski
6. [61,63] Kopeć-Sobczyński, Cyfer, Kościelski, Janik
7. [61,50] Kopeć-Sobczyński, Gomólski, Miśkowiak, Brzozowski (d)
8. [61,07] Woźniak, Smektała, Cyfer, Janik
9. [61,52] Przedpełski, Kułakow, Kościelski, Baliński
10. [61,50] Cyfer, Smektała, Brzozowski, Rydlewski
11. [61,15] Woźniak, Baliński, Kułakow, Kopeć-Sobczyński
12. [61,66] Przedpełski, Gomólski, Janik, Miśkowiak (d3)

### Finał
1. [60,61] Przedpełski, Woźniak, Cyfer, Kopeć-Sobczyński